# Bridoré
Bridoré är en kommun i departementet Indre-et-Loire i regionen Centre-Val de Loire i de centrala delarna av Frankrike. Kommunen ligger i kantonen Loches som tillhör arrondissementet Loches. År 2022 hade Bridoré 489 invånare.

## Befolkningsutveckling
Antalet invånare i kommunen Bridoré
Referens:INSEE